# 杰克逊维尔 (阿拉巴马州)
杰克逊维尔（英語：Jacksonville）是美国阿拉巴马州下属的一座城市。面积约为9.84平方英里（约合25.49平方公里）。根据2010年美国人口普查，该市有人口12,548人，人口密度为1,274.81/平方英里（约合492.27/平方公里）。